# Нара
На́ра (яп. 奈良市, ならし, нара сі) — місто в Японії, у північній частині префектури Нара, адміністративний центр цієї префектури. Входить до списку центральних міст країни. Одна зі стародавніх столиць Японії.

## Історія
Нара була столицею Японії у період Нара з 710 по 784 роки. В ті часи вона називалися Хейдзьо. Місто змоделювали на зразок тогочасної китайської столиці Чан'ань. Перекази про заснування міста є в історичних хроніках «Ніхон Сьокі». За легендами, саме на нарську землю ступив перший японський імператор Дзімму, де поклав початок японській державності.
|             |
| Прапор Нари |

Після перенесення столиці до Наґаока-кьо (784) та Хей'ан (794) розвиток міста Нара уповільнився. Воно стало центром буддистської культури. Впродовж середньовіччя Нара була місцем запроторення непокірних аристократів і самураїв у монастирі. В XIX столітті воно залишалось невеликим провінційним містом. З другої половини XX століття місто знову почало активно розвиватися, особливо завдяки туризму.

## Міста-побратими
Нара підтримує дружні відносини з багатьма містами всередині країни й за кордоном.
В Японії
- Коріяма, Фукусіма (1971)
- Обама, Фукуй (1971)
- Дадзайфу, Фукуока (2002)

У світі
- Кьонджу, Південна Корея (1970)
- Толедо, Іспанія (1972)
- Сіань, КНР (1974)
- Версаль, Франція (1986)
- Канберра, Австралія (1993)[5]

## Музеї
- Національний музей Нари
- Музей японського мистецтва Ямато Бункакан

## Старожитності
Нара — давній туристичний центр. Кількість відвідувачів особливо зросла після занесення історичної частини міста до списку світової спадщини ЮНЕСКО. Біля монастирів і храмів постійно багато оленів, які вважаються «посланцями богів». Вони не лякаються людей, а навпаки, підходять до них, вимагаючи харчів.
До відомих пам'яток міста Нара відносять такі:
- Буддистські монастирі
  - Тодайдзі
  - Сайдайдзі
  - Кофукудзі
  - Ґанґодзі
  - Якусідзі
  - Тосьодадзі
  - Енсьодзі (Нара)
- Сінтоїстські святилища-дзіндзя
  - Святилище Касуґа
- Імператорський палац
  - Палац Хейдзьо
- Інші
  - Історична частина міста Нара
  - Парк міста Нара
  - Ставок Сарусава
  - Гора Вакакуса

## Пам'ятки
Складові Світової спадщини ЮНЕСКО «культурні пам'ятки стародавньої Нари» з 1998 року.